# Каламар (Гуавьяре)
Каламар (исп. Calamar) — город и муниципалитет на юге Колумбии, на территории департамента Гуавьяре.

## История
Поселение, из которого позднее вырос город, было основано в 1890 году. Муниципалитет Каламар был выделен в отдельную административную единицу в 1992 году.

## Географическое положение

Муниципалитет Каламар

Город расположен в западной части департамента, в пределах Амазонского природно-территориального комплекса, на левом берегу реки Унилья, на расстоянии приблизительно 65 километров к югу от города Сан-Хосе-дель-Гуавьяре, административного центра департамента. Абсолютная высота — 221 метр над уровнем моря.
Муниципалитет Каламар граничит на севере с территорией муниципалитета Сан-Хосе-дель-Гуавьяре, на северо-востоке — с муниципалитетом Эль-Реторно, на востоке — с муниципалитетом Мирафлорес, на юге — с территорией департамента Какета, на западе — с территорией департамента Мета. Площадь муниципалитета составляет 16 200 км².

## Население
По данным Национального административного департамента статистики Колумбии, совокупная численность населения города и муниципалитета в 2015 году составляла 9091 человек.
Динамика численности населения муниципалитета по годам:
| 2005   | 2006   | 2007   | 2008   | 2009   | 2010   | 2011 | 2012 | 2013 | 2014 | 2015 |
| ------ | ------ | ------ | ------ | ------ | ------ | ---- | ---- | ---- | ---- | ---- |
| 11 183 | 10 986 | 10 785 | 10 580 | 10 372 | 10 161 | 9948 | 9734 | 9519 | 9304 | 9091 |

Согласно данным переписи 2005 года мужчины составляли 51,8 % от населения Каламара, женщины — соответственно 48,2 %. В расовом отношении белые и метисы составляли 91,3 % от населения города; негры и мулаты — 5,5 %; индейцы — 3,2 %.
Уровень грамотности среди всего населения составлял 88,6 %.

## Экономика
Основу экономики Каламара составляют лесозаготовка и сельское хозяйство.

## Транспорт
Город является одним из конечных пунктов национального шоссе № 75 (исп. Ruta Nacional 75).